# UFC 254
UFC 254: Khabib vs. Gaethje foi um evento de MMA produzido pelo Ultimate Fighting Championship no dia 24 de outubro de 2020, no Flash Forum em Abu Dhabi.

## Background
Uma luta pelo cinturão peso leve do UFC entre Khabib Nurmagomedov e o campeão interino Justin Gaethje é esperada para ser a luta principal do evento.
Uma luta no peso médio entre o ex campeão Robert Whittaker e Jared Cannonier foi originalmente marcada para o UFC 248 em março de 2020. Entretanto, Whittaker teve que se retirar da luta devido a uma lesão. A luta foi remarcada para este evento.
Magomed Ankalaev e Ion Cuțelaba se enfrentaram pela primeira vez no UFC Fight Night: Benavidez vs. Figueiredo, onde Ankalaev venceu por nocaute de forma polêmica. Devido à interrupção controversa, o UFC remarcou a luta para o UFC 249. Entretanto, Ankalaev foi forçado a se retirar da luta devido às restrições de viagem devido à pandemia do COVID-19. A luta foi remarcada para o UFC 252, mas Cuțelaba testou positivo para COVID-19 e a luta foi adiada para o UFC Fight Night: Smith vs. Rakić. Cuțelaba testou positivo novamente no dia do evento, cancelando pela 3 vez a luta. Com isso, a luta foi adiada novamente. Desta vez, para este evento.
Uma luta no peso leve entre Rafael dos Anjos e Islam Makhachev era esperada para ocorrer neste evento. Entretanto, testou positivo para COVID-19 e a luta foi cancelada.
Uma luta no peso galo entre Umar Nurmagomedov e Sergey Morozov era esperada para ocorrer neste evento. Entretanto, foi anunciado que Nurmagomedov havia sido hospitalizado uma semana antes do evento e a luta foi cancelada.

## Resultados
Nota 1 Pelo Cinturão Peso Leve do UFC.

## Bônus da Noite
Os lutadores receberam US$50.000 de bônus:
- Luta da Noite:  Casey Kenney vs.  Nathaniel Wood
- Performance da Noite:  Khabib Nurmagomedov e  Magomed Ankalaev